# Jardel
Jardel, właśc. Jardel Nivaldo Vieira (ur. 29 marca 1986 we Florianópolis) – brazylijski piłkarz występujący na pozycji obrońcy.

## Kariera klubowa
Jardel karierę na poziomie seniorskim rozpoczął w 2004 roku w zespole Avaí FC z rodzinnego miasta Florianópolis. Następnie grał w drużynach EC Vitória, Santos FC, Iraty SC, ponownie Avaí, Joinville EC, Desportivo Brasil oraz Ituano FC. W 2009 roku na zasadzie rocznego wypożyczenia trafił do portugalskiego drugoligowca GD Estoril Praia, gdzie spędził jeden sezon i rozegrał 28 spotkań. W 2010 roku Jardel podpisał kontrakt z SC Olhanense, grającym w Primeira Liga. W lidze tej zadebiutował 16 sierpnia 2010 w zremisowanym 0:0 meczu z Vitórią SC. 2 października 2010 w wygranym 3:1 spotkaniu przeciwko Vitórii Setúbal strzelił pierwszego gola w portugalskiej ekstraklasie. Graczem SC Olhanense był przez pół roku.
Na początku 2011 roku Jardel odszedł do SL Benfica. Pierwszy ligowy występ zaliczył tam 13 lutego 2011 przeciwko Vitórii SC (3:0). W tym samym roku wywalczył z zespołem wicemistrzostwo Portugalii, a także wygrał rozgrywki Pucharu Ligi (Taça da Liga). W 2012 roku powtórzył z nim te osiągnięcia. Jako gracz Benfiki pięciokrotnie sięgnął po mistrzostwo Portugalii (2013/14, 2014/15, 2015/16, 2016/17, 2018/19), dwukrotnie po krajowy puchar (2013/14, 2016/17), pięciokrotnie po Puchar Ligi (2010/11, 2011/12, 2013/14, 2014/15, 2015/16) i trzykrotnie po Superpuchar Portugalii (2014, 2017, 2019). Dziewięciokrotnie wystąpił w Lidze Mistrzów UEFA oraz pięciokrotnie w Lidze Europy UEFA, gdzie w sezonach 2012/13 i 2013/14 doszedł do finału.

## Sukcesy
EC Vitória
- Campeonato Baiano: 2005

Santos FC
- Campeonato Paulista: 2006

SL Benfica
- mistrzostwo Portugalii: 2013/14, 2014/15, 2015/16, 2016/17, 2018/19
- Puchar Portugalii: 2013/14, 2016/17
- Puchar Ligi: 2010/11, 2011/12, 2013/14, 2014/15, 2015/16
- Superpuchar Portugalii: 2014, 2017, 2019